# Томас Мичъл
Сър Томас Ливингстън Мичъл (на английски: Thomas Livingstone Mitchell) e шотландски военен топограф, майор, изследовател на Австралия.

## Ранни години (1792 – 1831)
Роден е на 15 юни 1792 година в Крейджън, област Глазгоу, Шотландия, в семейството на Джон Мичъл и Джанет Уилсън. След завършване на средното си образование постъпва в Единбургския университет, специалност топография и картография, но след смъртта на баща си през 1811 г. е принуден да напусне университета и се записва в армията. Там продължава да учи геодезия и картография и повече от 11 години служи в армията, като участва в сражения срещу Наполеон в Португалия. В Лисабон се жени за Мария Блънт. След приключване на войните с Наполеон се връща в Англия и продължава да служи в армията.
През 1827 г. Мичъл е назначен за началник на топографската служба на щата Нов Южен Уелс и пристига в Австралия, за да заеме длъжността. В задълженията му влизат съставянето на карти на местности, проектирането на пътища и селища, трасиране на парцели и други. Мичъл е превъзходен топограф и картограф и голям ерудит, но е с тежък характер. Да се работи с него е много трудно, а към своите колеги, прославените изследователи на Австралия Чарлз Стърт и Лудвиг Лейхард, се отнася много подозрително, и използвайки високия си пост като ръководител на топографската служба на щата, невинаги им оказва необходимата поддръжка, на която тези пътешественици по право могат да разчитат.

## Експедиционна дейност (1831 – 1847)
В продължение на повече от 15 години Мичъл извършва 4 експедиции в Източна Австралия, като допринася много за откриването и изследването на огромни територии на континента.

### Първа експедиция (1831 – 1832)
През 1831 – 1832 открива горния басейн на река Дарлинг, в т.ч. трите ѝ извора. През януари 1831 г. в търсене на плавателна река в Източна Австралия тръгва от Сидни, пресича равнината Ливърпул и в началото на февруари достига до река Гуайдир. Проследява течението ѝ, завива на север, открива горното течение на река Дарлинг, и се изкачва по нея до устието на Гуайдир. Там в схватка с аборигените двама от спътниците му са убити, туземците заграбват всичките хранителни запаси на отряда и Мичел е принуден да се върне. Открива река Балон, а на запад от нея – Уоррего и доказва, че двете реки се вливат в Дарлинг.

### Втора експедиция (1835)
През 1835 г. отново от Сидни, по маршрута на Чарлз Стърт пресича Големия Вододелен хребет и по река Боган се спуска до Дарлинг, където построява форт Борк. Водата в Дарлинг се оказва прясна, което противоречи на твърденията на Чарлз Стърт и Мичъл са спуска по нея и след 500-километрово пътешествие доказва, че е десен приток на река Мъри.

### Трета експедиция (1836)
Третата експедиция на Мичъл е най-удачна и като брой направени открития и като организация. През 1836 г. се спуска по река Лахлан (десен приток на Марамбиджи) и по Марамбиджи до Мъри и по последната до устието на Дарлинг. Изследва и картира долното и средното течение на Дарлинг. Отново се изкачва по Мъри (2570 км) и по левия ѝ приток река Лодон достига до западните разклонения на Австралийските Алпи, като става първия европеец, който изследва планините и реките в този район, неговите геоложки, природни и климатични особености. По реките Уимер (открита от него на 15 юли, течаща на северозапад и вливаща се в езерото Хайндмарш на 36°04′ ю. ш. 141°55′ и. д. / 36.066667° ю. ш. 141.916667° и. д.) и Гленелг (открита от него) на 20 август 1836 г. се спуска до Индийския океан (залива Потлънд, 38°20′ ю. ш. 141°45′ и. д. / 38.333333° ю. ш. 141.75° и. д.). От там по права линия се завръща в Сидни. По време на експедицията си изследва цялата вътрешна част на Югоизточна Австралия, която по късно става щата Виктория и поради прекрасните си природни и климатични условия много скоро бързо е заселена.

### Четвърта експедиция (1845 – 1847)
През 1839 г. на Мичъл за особени заслуги по откриването и изследването на Австралия му е присъдено рицарско звание, а година по-рано в Лондон е издадена книгата му: „Three expeditions into the interior of Eastern Australia...“ (London, 1838).
В четвъртата си експедиция Мичъл си поставя цел да открие път по суша от Нов Южен Уелс на север до залива Карпентария. В състава ѝ влизат 30 души, 80 бика и 17 коня, а във фургоните носят две разглобени железни лодки. Първи помощник на Мичъл е 27-годишния офицер от топографската служба Едмънд Кенеди. Голяма помощ на експедицията оказва и аборигенът Юрони, който е водач на отряда.
На 16 декември 1845 г. експедицията тръгва от Батърст (33°10′ ю. ш. 149°30′ и. д. / 33.166667° ю. ш. 149.5° и. д.) на север. Пресича реките Макуори и Касълрей и продължава на север-северозапад към река Балон (открита от него по време на първото му пътешествие). На река Балон експедицията е настигната от куриер от Сидни, който донася вестници, в които са описани откритията извършени от Лудвиг Лейхард през 1844 – 1845 г. Крайно раздразнен от тези съобщения Мичъл решава с форсиран марш да продължи на север. В долината на река Мараноа (десен проток на Балон), където открива тучни пасища удобни за развитие на животновъдство, Мичъл оставя голяма част от екипировката на експедицията и без много багаж продължава на север. На запад от Мараноа пресича река Уоррего (също открита от него по време на първата му експедиция), а на север от нея открива река Ногоа (една от съставящите на Фицрой). На 15 ноември 1846 г. открива горното течение на река Барку (лява съставяща на Купърс Крийк). Поради изчерпване на питейната вода и хранителните припаси и поради това, че местността става все по пустинна Мичъл се връща обратно без да достигне целта си – залива Карпентария. Книгата, описваща пътешествието му през 1845 – 1846 е издадена в Лондон през 1848 под заглавието: „Journal of an expedition into the interior of tropical Australia...“, (London, 1848).

## Последни години
След провеждането на експедициите си Мичъл продължава да изпълнява своите задължения като главен землемер на щата. Под негово ръководство се прави кадастър на огромни площи земеделски земи и пасища в Югоизточна Австралия.
Умира от бронхит на 5 септември 1855 година в Сидни на 63-годишна възраст.

## Памет
Неговото име носят:
- град Мичъл (26°29′ ю. ш. 147°58′ и. д. / 26.483333° ю. ш. 147.966667° и. д.), в югозападната част на щата Куинсланд, Австралия;
- избирателен район Мичъл в щата Нов Южен Уелс, Австралия;
- квартал Мичъл на столицата на Австралия, Канбера;
- река Мичъл (устие, 37°53′ ю. ш. 147°41′ и. д. / 37.883333° ю. ш. 147.683333° и. д.), в щата Виктория, Австралия;
- река Мичъл (устие, 14°59′ ю. ш. 125°52′ и. д. / 14.983333° ю. ш. 125.866667° и. д.), в щата Западна Австралия, вливаща се в Тиморско море;
- река Мичъл (пресъхваща) (15°06′ ю. ш. 125°48′ и. д. / 15.1° ю. ш. 125.8° и. д.), в щата Западна Австралия
- река Мичъл (устие, 34°51′ ю. ш. 117°24′ и. д. / 34.85° ю. ш. 117.4° и. д.), в щата Западна Австралия, десен приток на река Хей;
- река Мичъл (устие, 15°11′ ю. ш. 141°35′ и. д. / 15.183333° ю. ш. 141.583333° и. д.), в северната част на щата Куинсланд, вливаща се в залива Карпентария;
- шосе Мичъл (1105 кв), от щата Куинсланд за щата Нов Южен Уелс;